# Lecane eylesi
Lecane eylesi är en hjuldjursart som beskrevs av Russell 1953. Lecane eylesi ingår i släktet Lecane och familjen Lecanidae. Inga underarter finns listade i Catalogue of Life.